# Drosera barbigera
Drosera barbigera ist eine fleischfressende Pflanze aus der Gattung Sonnentau (Drosera). Sie gehört zur Gruppe der sogenannten Zwergsonnentaue und ist im südwestlichen Australien heimisch.

## Beschreibung
Drosera barbigera ist eine mehrjährige, krautige Pflanze. Dieser rosettenbildende Zwergsonnentau erreicht Wuchshöhen von etwa 5 cm und einen Durchmesser von ebenfalls etwa 5 cm. Die Sprossachse ist 2 bis 3 cm lang und bedeckt mit welken Blättern der Vorsaison, nur an der Spitze stehen die lebenden Blätter. 
Die Knospe der Nebenblätter ist eiförmig, gefranst, 8 mm lang und 4 mm im Durchmesser an der Basis. Die Nebenblätter selbst sind 6 mm lang, 4 mm breit und dreilappig. Der mittlere Lappen ist in 3 Segmente unterteilt, die wiederum in 3 oder 4 Fransen unterteilt sind. Die äußeren Lappen sind am Rand gezahnt. An der Spitze und am Rand befinden sich 4 weiter Fransen.  
Die Blattspreiten sind schmal elliptisch, bis zu 5 mm lang und 1,5 mm breit. Die Blattstiele sind abgeflacht elliptisch, bis zu 12 mm lang, an der Basis 1 mm breit und verjüngen sich auf bis zu 0,5 mm an der Blattspreite. Sie sind auf der Unterseite mit zylindrisch gestielten Drüsenhaaren vereinzelt besetzt. 
Blütezeit ist September. Der Blütenstand ist bis zu 9 cm lang und der gesamte Schaft ist mit langen, lockigen, wollartigen, zylindrisch gestielten Drüsen besetzt. Deren Verteilung wird zur Spitze hin immer dichter. Der Blütenstand ist ein Wickel aus 5 bis 8 Blüten an rund 1 mm langen Blütenstielen. Die eiförmigen Kelchblätter sind 5 mm lang und 2 mm breit. Die Ränder und die Oberfläche sind ebenfalls mit zylindrisch gestielten Drüsen besetzt. Die Spitzen sind gezähnt und besitzen ebenfalls Drüsen. Die rot bis hellorangen Kronblätter sind an der Basis schwarz, breit eiförmig, 1 cm lang und 1 cm breit.
Die fünf Staubblätter sind 2 mm lang. Die Staubbeutel sind weiß mit roten Flecken und die Pollen sind weiß. Der schwarze Fruchtknoten ist nahezu eiförmig, 0,6 mm lang und 0,9 mm im Durchmesser. Die 3 schwarzen Griffel sind 1 mm lang und 0,1 mm im Durchmesser. Die Narben sind 2 mm lang, zylindrisch und am Ende nach oben gebogen.
Zwergsonnentautypisch ist die Bildung von Brutschuppen: Die annähernd eiförmigen, 1 mm dicken Brutschuppen werden gegen Ende November bis Anfang Dezember in großer Zahl gebildet und haben eine Länge von ca. 2 mm und eine Breite von 1,7 mm.

Verbreitung von D. barbigera in Australien

## Verbreitung, Habitat und Status
Drosera barbigera kommt nur im äußersten Südwesten Australiens vor. Die Pflanze gedeiht dort nur auf den Gipfeln von Laterit-Hügeln in weißen Siliziumsand und Lateritkies.
Bekannte Populationen befinden sich bei Toodyay, York, Lake Grace und Badgingarra.
Drosera barbigera ist in Westaustralien nicht selten, bedroht oder eingeschleppt.

## Systematik
Der Name "barbigera" kommt aus dem Lateinischen und bedeutet "bärtig" (barbiger = bärtig). Drosera barbigera wurde bereits 1848 von Jules Émile Planchon als Art beschrieben.